# مسافر عبد الكريم
مسافر عبد الكريم (23 نيسان/أبريل 1952 - شباط/فبراير 1991) ممثل ومؤدي أصوات بدون من أصل عراقي، وُلد وعمل في الكويت.

## حياته
ولد في حي القبلة بالكويت لعائلة من البدون غير مُحددي الجنسية ولا يحمل أي جواز سفر عراقي أو وثيقة عراقية، أخوه الأكبر هو الدكتور نجم عبد الكريم حصل على الجنسية الكويتية بينما تأخر أخوه «أحمد» في الحصول عليها توفي، أما مسافر وشافي لكونهما قاصرين لم يكن باستطاعه والدهم التقدم بطلب للحصول على الجنسية الكويتية.

### حياته الأسرية
كان مُتزوجًا من الصحفية الكويتية «فاطمة الصفار» أنجب منها ابن وابنة.

## مشواره الفني
دخل المعهد العالي للفنون المسرحية وتتلمذ على يد الراحل صقر الرشود والمنصف السويسي وتخرج في عام 1979 كان عضوًا في فرقة المسرح الشعبي برز في سبعينيات وثمانينيات القرن العشرين في أعمال تلفزيونية في الكويت من مسلسلات وبرامج تربوية، كان أحد الأصوات التي تعاونت مع مؤسسة الإنتاج البرامجي المشترك لدول مجلس التعاون الخليجي وشارك بصوته في دبلجة العديد من الرسوم المُتحركة كما شارك في مهرجانات محلية وعربية ونال جوائز عديدة.

## قصته أثناء الغزو العراقي للكويت
خلال فترة الغزو العراقي للكويت اُتهم بالعمالة لصالح الجيش العراقي وظهر على شاشة التلفاز ليقدم برنامجًا بعنوان «حياكم الله» كان يجري خلاله مقابلات مع المواطنين والوافدين ويشتم فيه الأسرة الحاكمة في دولة الكويت.

### رواية عائلته
روت زوجته وابنته بأنهُ اُعتقل وعُذب نفسيًا وجسديًا، بعدها اُعتقلت عائلته من قبل الجيش العراقي وهُدد بإلحاق الأذى بهم إن لم يتعاون معهم، وقد أُعطي عقاقير مخدرة جعلت في حالة لا وعي.
قال شقيقه نجم عبد الكريم: 

وفي مايو 2019، وبعد سنوات من عدم التعليق بخصوص قضية شقيقه صرح نجم قائلاً: 
وذكر أيضًا خلال المُقابلة، بأن مسافر كان يشتم صدام حسين وضد النظام الديكتاتوري، وذكر بأنه قد تم اختطاف زوجته وأبنائه، وأنه تم وضعه تحت مؤثرات مُعينة أو مُخدرات لإجباره على التعاون، ونفى نجم بأن تكون المُقاومة الكويتية هي من وراء قتل مسافر عبد الكريم.

### شهادات

#### شهادة الإعلامية سلوى حسين
ردًا على مُقابلة شقيقه نجم عبد الكريم، قالت الإعلامية سلوى حسين «بأن حديث نجم عبد الكريم عن شقيقه وكأنه مظلوم استفزني»، وأكدت أنه مسافر شتم وسبّ الحكومة الكويتية وحاول التقرب من الغازي وحاول الوشاية بالعاملين في الإذاعة السرية، وأكدت بأنه خلال عملها في إذاعة العراق الحر في جدة بالسعودية التقت شقيقه نجم وسألته عن مسافر وتبرأ منه.

#### شهادة الفنان جاسم النبهان
في 17 مايو 2019، قال جاسم النبهان بأن مسافر التحق بشباب المُقاومة مُنذ أيام الغزو العراقي للكويت ووفر لهم وألقى به في السيارة على طريق الدائري الرابع واستئذنه للذهاب لشقته في منطقة السالمية وعند وصوله شاهد ابنته بسايل (وكانت طفلة حينها) على الشرفة تُشير بيدها لكي يذهب وعند التفاته وجد الجنود العراقيين على قرابة من المبنى واتصل بزوجتهُ وقالت له بأن مسافر غادر البلاد وأن لا يُعاود الاتصال مرة أخرى، وبعدها شاهد إبنه على التلفاز وشعر بأنهم قد تعرضوا لضغوطات، وانقطعت بعدها أخباره وقد علم من عبد العزيز المنصور بأن مسافر طلب شهادته في المخفر.

#### شهادة الفنان إبراهيم الصلال
ذكر إبراهيم الصلال بأن في اليوم السادس من الاحتلال العراقي للكويت، وصلت مركبتين تابعه إلى الجيش العراقي إلى منزله في منطقة الأندلس، وخرج منها ضابط من المركبة الأولى وطلب من إبراهيم الصلال بضرورة تأسيس نقابة للفنانين الكويتيين (بصفته رئيس مجلس إدارة المسرح الشعبي آنذاك) وإصدار بيان يؤيد الاحتلال العراقي للكويت بالتعاون مع عدة فنانين آخرين. وقال إبراهيم الصلال بأنه شاهد مسافر عبد الكريم في المقعد الخلفي في المركبة التي كان يقودها الضابط العراقي، وذكر بأنه مسافر هو من أرشدهم إلى عنوانه. وأنهى شهادته وقال بأن مسافر «مُتعاونًا» مع الجيش العراقي دون إكراه.

### شهادة الإعلامية مي العيدان
في الفيلم الوثائقي الذي أعدته جريدة القبس  الكويتية بمناسبة ذكرى الغزو العراقي للكويت حول خيانة مسافر قالت 

### قرار النيابة العامة الكويتية
في 29 حزيران/يونيو 2020، بعد 6 شهور من التحقيقات، حسمت النيابة العامة الكويتية الجدل وأعلنت بأن مسافر عبد الكريم «مُتعاونًا» مع قوات جيش الاحتلال العراقي وذلك حسب المُستندات والوثائق والشهود. وقررت النيابة بحفظ جميع الشكاوي المُقدمة من قبل عائلته ضد أشخاص وصفوا مسافر بأنه «خائنًا». وقالت النيابة العامة:
وأشارت النيابة العامة الكويتية بأنها حصلت شهادة فنانين أثناء التحقيق وسماع الشهود وتأكدت من أن مسافر تعاون مع جيش الاحتلال العراقي دون إكراه ولم يكن مُجبرًا، وأضافت أيضًا من مبدأ مُفاده أنه لا علاقة لعائلة مسافر عبد الكريم بما فعله طالما كانوا مُلتزمين بالقانون.

## إعدامه
بعد التحرير في 26 شباط/فبراير 1991 تم القبض عليه وقتها سادت الأحكام العرفية وكان الجيش الكويتي مستلما للمخافر الكويتية، جرى التحقيق معه داخل زنزانته في مخفر الدسمة، تم إعدامه وقطع لسانه على يد شباب المقاومة لتحرق جثته وترمى في حاوية في منطقة بر مشرف

## أعماله

### في التلفزيون
| سنة الإنتاج | اسم المسلسل                          | الشخصية           |
| ----------- | ------------------------------------ | ----------------- |
| 1974        | الشاطر حسن 2                         |                   |
| 1974        | ألوان من الحب                        |                   |
| 1976        | ابن العطار                           |                   |
| 1976        | خولة بنت الأزور                      |                   |
| 1977        | قصة موال                             |                   |
| 1977        | دنيا المهابيل                        |                   |
| 1979        | الشمس فوق البطاح (سهرة تلفزيونية)    |                   |
| 1979        | الحظ والملايين                       |                   |
| 1979        | فهد العسكر الرحلة والرحيل (ثلاثية)   | الشاعر العراقي    |
| 1979        | الأشجار تموت واقفة                   |                   |
| 1979        | إلى أبي وأمي مع التحية (الجزء الأول) | الدكتور           |
| 1979        | أصوات للحب                           |                   |
| 1979        | مذكرات جحا                           |                   |
| 1979        | الميناء (سهرة تلفزيونية)             | رضوان             |
| 1980        | بيت أبو خالد                         |                   |
| 1980        | الجرح الجديد (سهرة تلفزيونية)        | بدر               |
| 1981        | الجوهرة                              |                   |
| 1981        | وعد مرزوق                            |                   |
| 1982        | سيدي الرجل لا                        | فيصل              |
| 1983        | الميناء (تمثيلية)                    |                   |
| 1983        | مملكة العجائب (مسلسل للأطفال)        |                   |
| 1983        | مثلث الحب                            |                   |
| 1983        | علي بابا                             |                   |
| 1984        | ناس من زجاج                          |                   |
| 1984        | نادر                                 |                   |
| 1985        | ضيعة أم سالم                         |                   |
| 1986        | إلى من يهمه الأمر                    |                   |
| 1989        | ناس من زجاج                          |                   |
| 1990        | لعبة الكراسي (سهرة تلفزيونية)        | الدكتور فيصل      |
| 1990        | الضحية (سهرة تلفزيونية)              |                   |
| 1990        | عبيد مدور الطلايب (سهرة تلفزيونية)   |                   |
| 1990        | رحلة العجائب                         | والي مدينة السلام |

### مسرحيات
| سنة الإنتاج | المسرحية              | الشخصية        |
| ----------- | --------------------- | -------------- |
| 1990        | بحيرة البجع           |                |
| 1980        | المهرج                |                |
| 1979        | عزوبي السالمية        | المريض العراقي |
| 1979        | المتنبي يجد وظيفة     | عزيز           |
| 1978        | عريس لبنت السلطات     |                |
| 1977        | هذا الميدان يا حميدان |                |
| 1979        | بيت بو صالح           | عزيز           |
| 1974        | بحمدون المحطة         |                |
| 1974        | يا غافلين             |                |
| 1973        | شياطين ليلة الجمعة    |                |
| 1972        | رجال وبنات            |                |

### رسوم متحركة
| سنة الإنتاج | اسم العمل       | الشخصية            |
| ----------- | --------------- | ------------------ |
| 1986        | سهم الفضاء      |                    |
| 1984        | توم سوير        |                    |
| 1984        | الفرسان الثلاثة |                    |
| 1983        | أحلى الأيام     |                    |
| 1982        | لوسي            | آرثر               |
| 1982        | الأميرة والنهر  |                    |
| 1980        | مغامرات نحول    | بشار               |
| 1981        | الرجل الحديدي   | ساتولا             |
| 1981        | مغامرات عدنان   | نمرو والدكتور رامي |
| 1981        | فلونة           | آرنست روبنسون      |
| 1980        | قصص للأطفال     |                    |
| 1980        | الحوت الأبيض    | عدوان              |
| 1979        | ليدي أوسكار     | اندريه             |
| 1979        | مغامرات نوال    | الجد صابر          |
| 1976        | حكايات عالمية   |                    |
| 1975        | رحلة العجائب    | سالي               |

### برامج
| سنة الإنتاج                                 | البرنامج        | الشخصية                                               |
| ------------------------------------------- | --------------- | ----------------------------------------------------- |
| 1986                                        | أطفالنا أكبادنا |                                                       |
| 1983                                        | قف              |                                                       |
| 1983                                        | سلامتك          |                                                       |
| 1982 الجزء الأول والثاني، الجزء الثالث 1990 | افتح ياسمسم     | ضيف شرف الجزء الأول والثاني، الجزء الثالث صاحب الدكان |

### أوبريت
| سنة الإنتاج | اسم العمل       |
| ----------- | --------------- |
| 1980        | أوبريت نداء أمة |

### في الإخراج
| سنة الإنتاج | اسم العمل      | نوعه   |
| ----------- | -------------- | ------ |
| 1977        | الحسناء والوحش | مسرحية |
| 1976        | باي باي عرب    | مسرحية |

## وصلات خارجية
- مسافر عبد الكريم على موقع IMDb (الإنجليزية)
- مسافر عبد الكريم على موقع قاعدة بيانات الأفلام العربية